# Meseta de Vračar
Meseta de Vračar es una meseta en Vračar, Belgrado, en el país europeo de Serbia, con una altitud absoluta de 134 metros sobre el nivel del mar.
La posición dominante en el paisaje urbano de Belgrado hizo de la meseta un lugar natural para el primer observatorio meteorológico en Serbia, la Estación Meteorológica de Belgrado, construida en 1891.
Hoy en día, en esta atracción turística se encuentra el templo de San Sava y el parque Karađorđev que incluye el monumento a Karađorđe Petrović, visible desde casi todos los accesos a la ciudad.